# Rapporto sulla fede
Rapporto sulla fede è un libro-intervista, scritto nel 1984 da Joseph Ratzinger (allora Prefetto della Congregazione per la dottrina della fede) e dallo scrittore e giornalista italiano Vittorio Messori.

## Genesi dell'opera
Dopo Ipotesi su Gesù e Scommessa sulla morte, Messori volle scandagliare la realtà della Chiesa cattolica, che vedeva alla ricerca di un nuovo assetto istituzionale se non di nuovi, diversi contenuti di fede.
Ottenne di poter intervistare il cardinale Joseph Ratzinger, che papa Giovanni Paolo II aveva nominato capo dell'ex Sant'Uffizio (l'attuale Congregazione per la Dottrina della Fede). Mai prima di allora un "Prefetto della Fede" aveva ricevuto giornalisti.
Così, a partire dal Ferragosto del 1984, in tre giorni di colloqui, i due furono impegnati nella scrittura del libro, in un'ala del seminario di Bressanone. Anticipato in alcuni brani dalla rivista Jesus nel novembre dello stesso anno, fu pubblicato nella primavera successiva.

## Reazioni
L'opera fu pubblicata dalle Edizioni San Paolo nel 1985. Nell'autunno di quell'anno si apriva il Sinodo mondiale dei vescovi, per ricordare i vent'anni dalla chiusura del Concilio Vaticano II.
Il cardinal Ratzinger denunciava pericoli e difficoltà presenti nella Chiesa, condannando teologie come quella detta “della liberazione”. Gli ambienti clericali progressisti ebbero reazioni così vivaci che Messori dovette lasciare per qualche tempo Milano, ritirandosi in una casa lontana dalla città, senza lasciare indirizzo.

## Edizioni
- Joseph Ratzinger e Vittorio Messori, Rapporto sulla fede, Cinisello Balsamo, Edizioni paoline, 1985, ISBN 88-215-0968-0.